# Dismember (альбом)
Dismember — восьмой и последний студийный альбом шведской дэт-метал-группы Dismember, выпущенный 18 февраля 2008 года на лейбле Regain Records. Другое название — альбом без названия (Untitled album).

## Об альбоме
Барабанщик Фред Эстбю покинул группу в апреле 2007 года, и этот альбом стал первой работой с Томасом Дауном на барабанах. Запись Dismember проходила в студии B.A.S. Обложку диска оформил Крейг Роджерс.
Группа не стала снимать видео к этому альбому. Тобиас Кристиансон:
Для этого альбома мы не будем снимать клипы. Мы сделали один для предыдущего The God That Never Was - на песню "Trail of the dead", я не знаю, нужно ли это сегодня. В 90-х годах было важно иметь видео на песню, но в настоящее время вы можете найти сколько хотите клипов в Интернете. Мы много гастролируем и есть огромное количество живого видео с Dismember на YouTube. Хотя возможно, мы сделаем видео для следующего альбома - я не знаю.
Это Dismember во всех смыслах этого слова. На некоторых дэт-метал релизах можно прочитать фразы типа — «Настоящий шведский дэт-металл», Dismember являются одной из немногих групп, которые действительно могут претендовать на это право. Наряду с Unleashed и Entombed, они продолжают быть «неприкасаемыми», для них нет невозможного в дэт-метале.

## Список композиций
| №   | Название               | Длительность |
| --- | ---------------------- | ------------ |
| 1.  | «Death Conquers All»   | 3:48         |
| 2.  | «Europa Burns»         | 3:33         |
| 3.  | «Under A Bloodred Sky» | 5:24         |
| 4.  | «The Hills Have Eyes»  | 3:15         |
| 5.  | «Legion»               | 3:22         |
| 6.  | «Tide of Blood»        | 3:35         |
| 7.  | «Combat Fatigue»       | 2:29         |
| 8.  | «No Honor In Death»    | 3:07         |
| 9.  | «To End It All»        | 3:51         |
| 10. | «Dark Depth»           | 3:48         |
| 11. | «Black Sun»            | 6:24         |

## Участники записи
- Матти Кярки[англ.] — вокал
- Давид Блумквист — гитара
- Мартин Перссон — гитара
- Тобиас Кристианссон — бас
- Томас Даун — ударные
- Крейг Роджерс — оформление обложки